# Heuchera wootonii
Heuchera wootonii är en stenbräckeväxtart som beskrevs av Per Axel Rydberg. Heuchera wootonii ingår i släktet alunrötter, och familjen stenbräckeväxter. Inga underarter finns listade i Catalogue of Life.